# William C. Davis (Historiker)
William Charles Davis (* 1946 in Independence (Missouri)) ist ein US-amerikanischer Historiker vor allem des Amerikanischen Bürgerkriegs. Er ist Professor am Virginia Polytechnic Institute and State University (Center for Civil War Studies).

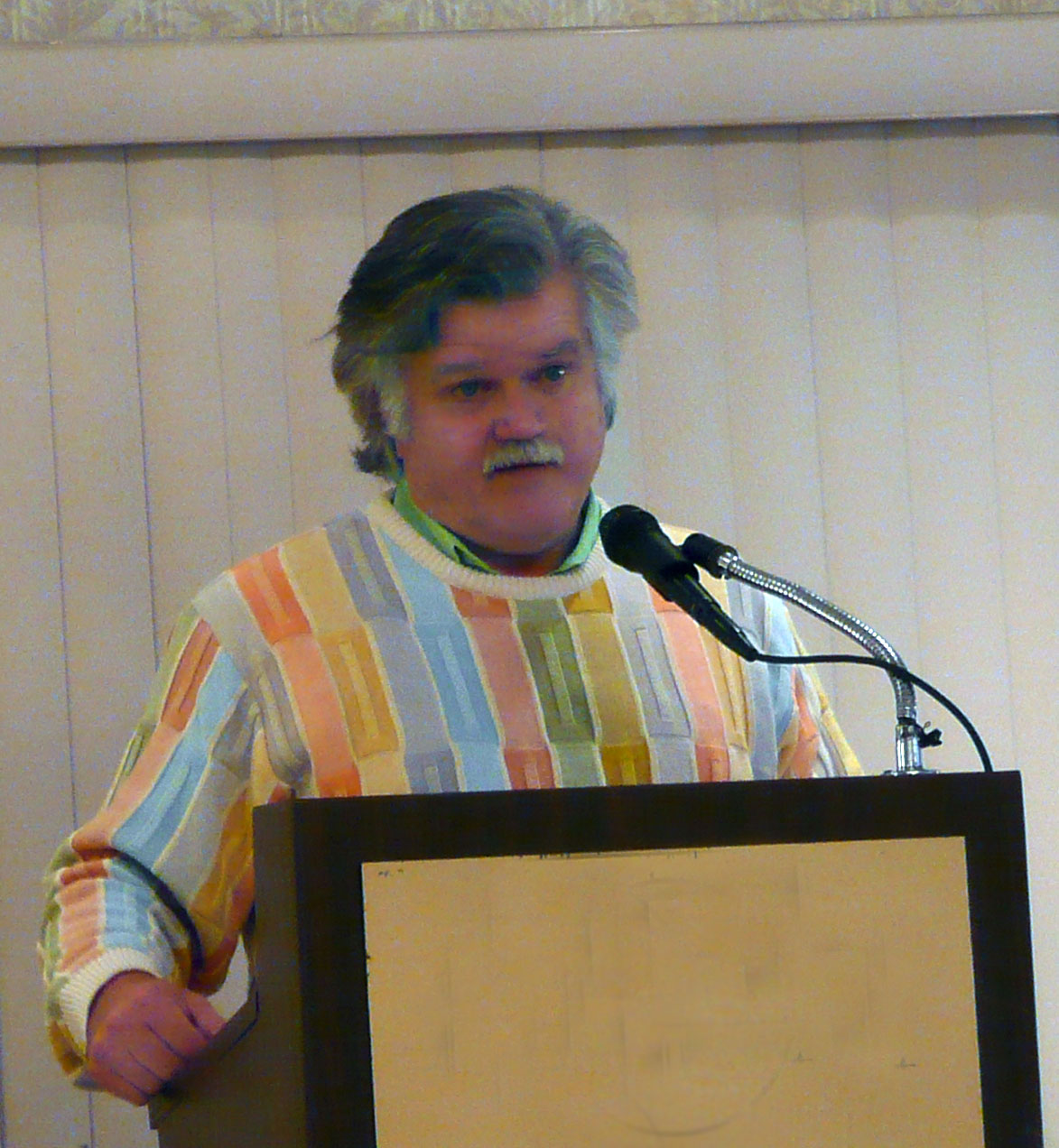
William C. Davis 2009

Davis wuchs in Nordkalifornien auf und studierte Geschichte an der Sonoma State University mit dem Master-Abschluss 1969. Er war lange Zeit Herausgeber der Civil War Times Illustrated und im Verlagsgeschäft. 1990 machte er sich als Schriftsteller und Berater für Fragen des Bürgerkriegs selbständig. 2000 wurde er Professor am Virginia Tech und lebt in Blacksburg (Virginia).
Er schrieb über 50 Bücher über den Bürgerkrieg, aber auch andere Themen amerikanischer Geschichte wie der Geschichte von Texas und amerikanische Pioniergeschichte, über Pierre Lafitte und Jean Lafitte.
Er beriet History Channel für die Reihe Civil War Journal aus den 1990er Jahren.

## Schriften
- Breckinridge: Statesman, Soldier, Symbol, The University Press of Kentucky 1974, 2010 (nominiert für den Pulitzer-Preis)
- Duel Between the First Ironclads: The Famous Civil War Battle at Sea Between the Union Ironclad Monitor and the Confederacy's Virginia, the Redesigned and Rebuilt U.S.S. Merrimack, Doubleday 1975., 2. Auflage 1994
- The Battle of New Market, Doubleday 1975, Harrisburg, Stackpole Books 2. Auflage 1993
- Battle at Bull Run: A History of the First Major Campaign of the Civil War, Doubleday 1977, 2. Auflage 1995
- The Orphan Brigade: The Kentucky Confederates Who Couldn’t Go Home, Louisiana State University Press 1983, 2. Auflage 1993
- The Deep Waters of the Proud, Doubleday 1982
- Stand in the Day of Battle, Doubleday 1983
- Brother against Brother: The war begins, Time-Life Series: The Civil War 1983
- First Blood: Fort Sumter to Bull Run, Time-Life Series: The Civil War 1985
- Death in the Trenches: Grant at Petersburg, Time-Life Series: The Civil War 1986
- Spies, Scouts and Raiders: Irregular Operations, Time-Life Series: The Civil War 1986
- The Battlefields of the Civil War (Rebels and Yankees Trilogy), University of Oklahoma Press 1996, Salamander Books 1997 (Berater Russ A. Pritchard)
  - Deutsche Ausgabe Der Amerikanische Bürgerkrieg: Soldaten, Generale, Schlachten, Stuttgart, Motorbuchverlag 2000
- Commanders of the Civil War (Rebels and Yankees Trilogy), San Diego, Thunder Bay Press 1999
- Fighting men of the Civil War (Rebels and Yankees Trilogy), University of Oklahoma Press 1998 (Berater Russ A. Pritchard)
  - Deutsche Ausgabe: Soldaten des US-Bürgerkrieges: 1861–1863, Stuttgart: Motorbuch-Verlag 1994
- Jefferson Davis: The Man and His Hour, Harper Collins 1991
- A Government of Our Own: The Making of the Confederacy, Maxwell Macmillan 1994
- The American Frontier: Pioneers, Settlers, and Cowboys 1800-1899, New York: Smithmark 1992, University of Oklahoma Press 2002 (Berater Russ A. Pritchard)
  - Deutsche Ausgabe Der Wilde Westen: Pioniere, Siedler und Cowboys 1800–1899, Erlangen: K. Müller 1994
- Illustrated Directory of the Old West, London: Salamander 2002
- mit Joseph G. Rosa: The West: From Lewis and Clark to Wounded Knee, New York: Smithmark 1994
  - Deutsche Ausgabe: Amerikas Wilder Westen, Rastatt: Neff 1997
- A Way Through the Wilderness: The Natchez Trace and the Civilization of the Southern Frontier, Harper Collins 1995
- The Cause Lost: Myths and Realities of the Confederacy, University Press of Kansas 1996
- Three Roads to the Alamo: The Lives and Fortunes of David Crockett, James Bowie, and William Barret Travis, Harper Collins 1998
- Lincoln's Men: How President Lincoln Became Father to an Army and a Nation, New York: Free Press 1999
- The Union That Shaped the Confederacy: Robert Toombs and Alexander H. Stephens, University Press of Kansas 2001
- Portraits of the Riverboats, San Diego, Thunder Bay Press 2001
- An Honorable Defeat: The Last Days of the Confederate Government, New York: Harcourt 2001
- Look Away!: A History of the Confederate States of America, New York: Free Press 2002
- The Civil War Reenactors' Encyclopedia, Guilford, Connecticut, Lyons Press 2002
- A Taste For War: The Culinary History of the Blue and the Gray, Mechanicsburg, Stackpole Books 2003
- Lone Star Rising: The Revolutionary Birth of the Texas Republic, Texas A & M University Press 2004
- The Pirates Laffite: The Treacherous World of the Corsairs of the Gulf, Orlando/Florida: Harcourt 2005
- The Rogue Republic: How Would-Be Patriots Waged the Shortest Revolution in American History, Boston: Houghton Mifflin Harcourt 2011

Herausgeber:
- mit  Brian C. Pohanka, Don Troiani: Civil War Journal, 3 Bände, Nashville, Rutledge Hill Press 1997–1999
- mit  Brian C. Pohanka, Don Troiani: Civil War journal: The leaders, Gramercy Books 2003
- mit Bell Irvin Wiley: The Civil War times illustrated photographic history of the Civil War, 2 Bände, New York: Black Dog and Leventhal Publ. 1994
- The embattled confederacy, Doubleday 1982
- mit Bell I. Wiley: Fighting for time, Doubleday 1983
- mit Bell I. Wiley: The End of an Era, Doubleday 1984
- The confederate general, 6 Bände, National Historical Society, Harrisburg 1991
- mit James I. Robertson Virginia at war, Bände für 1861–1865, University Press of Kentucky, 2005 bis 2012
- Touched by fire: A photographic portrait of the Civil War, Boston: Little, Brown, 2 Bände, 1985/86
- Diary of a Confederate soldier: John S. Jackman of the Orphan Brigade, University of South Carolina Press 1990
- A fire-eater remembers: The Confederate memoir of Robert Barnwell Rhett, University of South Carolina Press 2000